# Chengcheng
Chengcheng (chinesisch 澄城县, Pinyin Chéngchéng Xiàn) ist ein Kreis der bezirksfreien Stadt Weinan in der chinesischen Provinz Shaanxi. Die Fläche beträgt 1.123 Quadratkilometer und die Einwohnerzahl 304.089 (Stand: Zensus 2020). 1999 zählte Chengcheng 379.555 Einwohner.
Die im Kreisgebiet gelegene Liangzhou-Stätte (良周遗址, Liángzhōu yízhǐ), der Stadtgott-Tempel von Chengcheng (澄城城隍庙神楼, Chéngchéng chénghuáng miào shénlóu), die Pagode des Jingjing-Tempels (精进寺塔, Jīngjìn sì tǎ), der Yaotou-Brennofen (尧头窑遗址, Yáotóu yáo yízhǐ), und die Tang-zeitlichen Grabanlagen Tanghuiling (唐惠陵, Tánghuìlíng) stehen auf der Liste der Denkmäler der Volksrepublik China.